# Lyderhorn
Lyderhorn est l'une des sept montagnes (de syv fjell en norvégien) qui entourent Bergen. Son sommet se trouve à 396 m d'altitude. Elle se situe à environ 5 kilomètres à l'ouest du centre ville. Étant visible depuis la mer, elle a toujours été un point de repère pour les marins. Ørnafjellet (329 m) est un pic adjacent et deux lacs se situent sous Ørnafjellet, Skåleviksvatnet et Søre Skåleviksvatnet. Le fort de Kvarven qui se situe au nord d'Ørnafjellet a été un point stratégique pendant la Seconde Guerre mondiale. Lyderhorn, Ørnafjellet et Kvarven sont prisées pour la randonnée.
Selon les traditions populaires, Lyderhorn était le point de rendez-vous des sorcières la nuit de Walpurgis, la Saint Jean et Yule.